# إعلان فرنسا الحرب على ألمانيا النازية

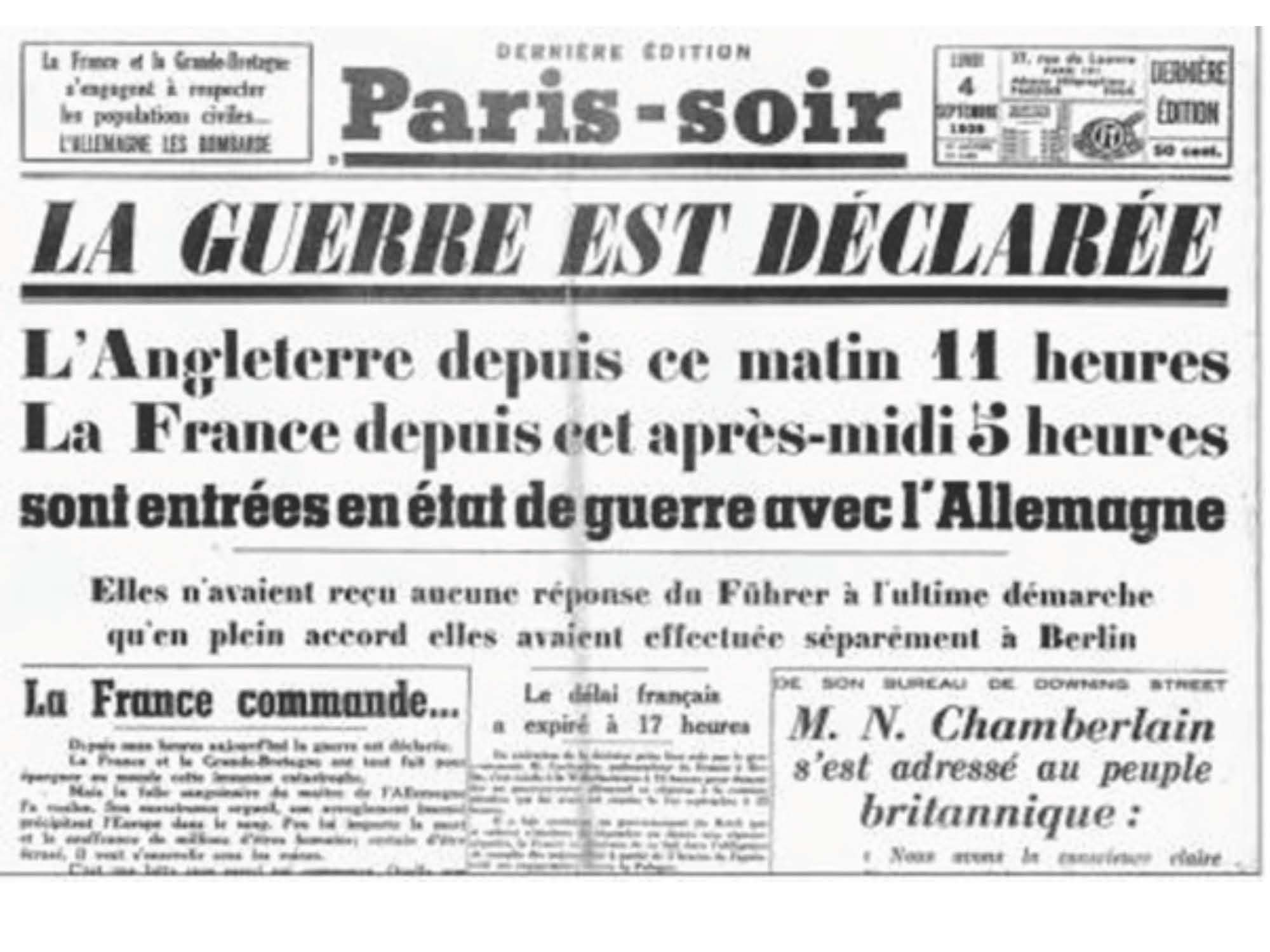
الصفحة الأولى من باريس سوار تعلن إعلان فرنسا الحرب على ألمانيا في 3 سبتمبر 1939.

في 3 سبتمبر/أيلول 1939 ـ بعد يومين من الغزو الألماني لبولندا ـ أعلنت فرنسا الحرب على ألمانيا النازية وفقاً لمعاهدتها الدفاعية مع بولندا، وذلك عندما انتهت صلاحية الإنذار الفرنسي لألمانيا، الذي أصدرته في اليوم السابق، في الساعة 17:00. حدث هذا بعد ساعات من إعلان المملكة المتحدة الحرب على ألمانيا.  

## نص الإعلان
منذ فجر الأول من سبتمبر، كانت بولندا ضحية لأشد الاعتداءات وحشية وسخرية. فقد انتهكت حدودها. وتعرضت مدنها للقصف. وقاوم جيشها الغزاة ببسالة.
إن المسؤولية عن الدماء التي أريقت تقع بالكامل على عاتق حكومة هتلر. لقد كان مصير السلام في يد هتلر. لقد اختار الحرب.
لقد بذلت فرنسا وإنجلترا جهوداً لا حصر لها لحماية السلام. وفي صباح اليوم نفسه، قامتا بتدخل عاجل آخر في برلين من أجل توجيه نداء أخير إلى الحكومة الألمانية للعقل وطلب وقف الأعمال العدائية وفتح مفاوضات سلمية.
لقد قابلت ألمانيا بالرفض. فقد رفضت بالفعل الرد على كل الرجال ذوي النوايا الحسنة الذين رفعوا أصواتهم مؤخراً لصالح السلام في العالم.
لذلك فهي ترغب في تدمير بولندا، حتى تتمكن من السيطرة على أوروبا بسرعة واستعباد فرنسا.
إننا في ثورتنا ضد أشد أشكال الطغيان رعباً، وفي تكريمنا لوعدنا، نقاتل للدفاع عن أرضنا وبيوتنا وحرياتنا.
إنني أدرك أنني عملت بلا هوادة ضد الحرب حتى اللحظة الأخيرة.
إنني أحيي بكل عاطفة ومودة جنودنا الشباب، الذين ينطلقون الآن لأداء المهمة المقدسة التي قمنا بها بأنفسنا قبلهم. ويمكنهم أن يثقوا تمام الثقة في زعمائهم، الذين يستحقون أولئك الذين قادوا فرنسا إلى النصر في السابق.
إن قضية فرنسا هي نفس قضية الصلاح. إنها قضية كل الأمم المسالمة والحرة. وسوف تنتصر.
يا رجال ونساء فرنسا!
إننا نخوض الحرب لأنها فرضت علينا. كل واحد منا في موقعه، على أرض فرنسا، على أرض الحرية حيث يجد احترام الكرامة الإنسانية أحد ملاذاته الأخيرة. وسوف تتعاونون جميعاً، بشعور عميق بالوحدة والأخوة، من أجل إنقاذ البلاد.
تحيا فرنسا!